# Babinda

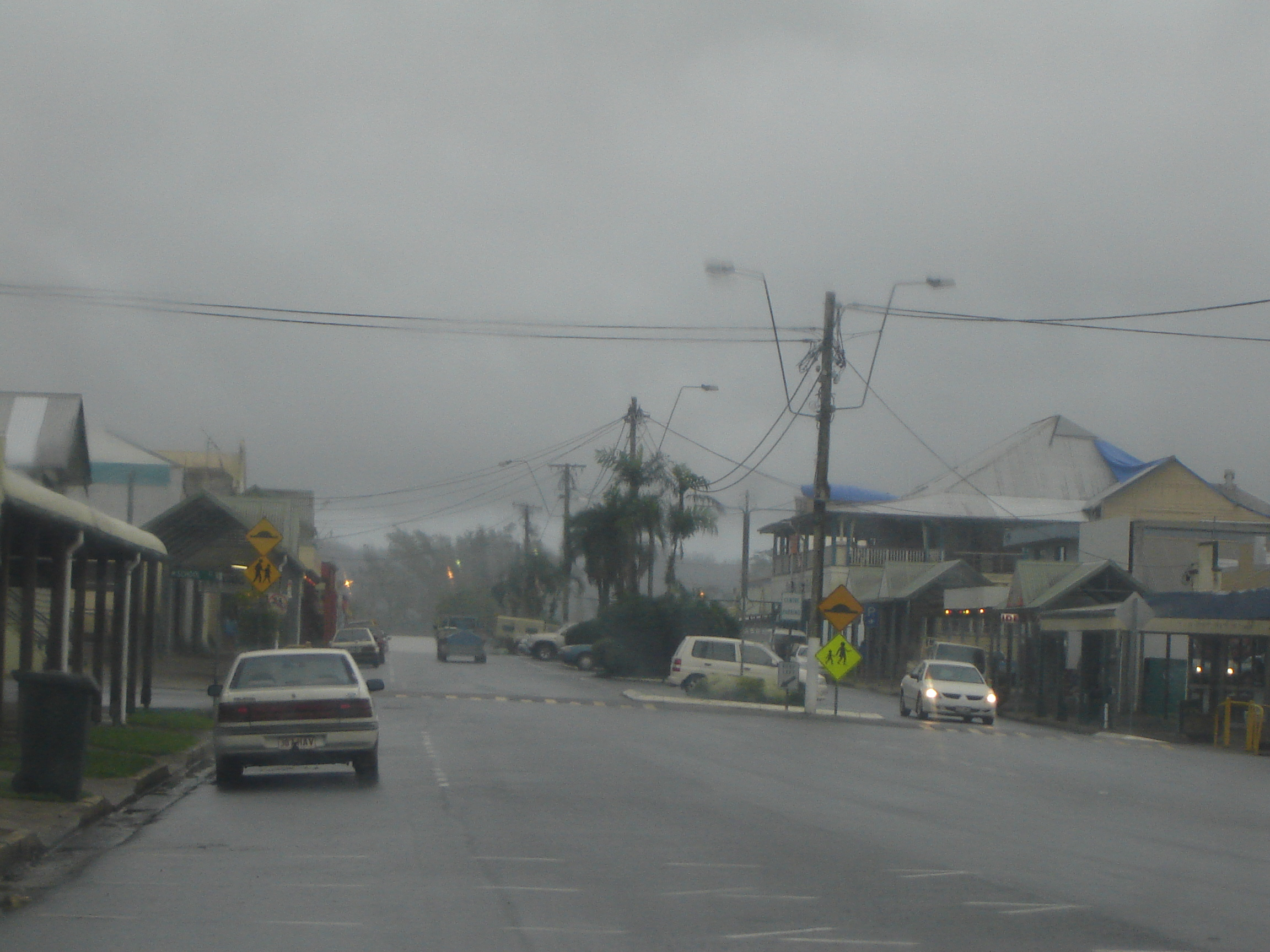
Babinda

Babinda är ett australiskt samhälle omkring 60 kim söder om Cairns och 1649 km nordväst om Brisbane, Queensland, Australien. Enligt folkräkningen bor 1 167 personer på orten Babinda drabbades hårt av cyklonen Larry i mars 2006.